# Hasta el final del camino
La historia nos contará la vida de dos amigos, Javi (Franz Gómez) y Mario (Pablo Gallo); este último, un chico simpático que rara vez se mete en problemas, acostumbrado a llevarse a las chicas de calle, se encuentra en un momento de su vida en el que solo tiene ojos para Isabel. Mario y Javi se verán envueltos en varios líos de los que no les será tan fácil salir.
Isabel (Leonor Alexandra) aparecerá en la historia como una adolescente que ha cautivado a Mario y que vive enamorada del recuerdo de un antiguo amor de verano, en el momento que vuelva a encontrarse con él, comenzaran todos sus problemas. Javi, nada que ver con Mario, es un chico digamos más problemático, amante de las mujeres y muy amigo de Mario por encima de todo; Javi se encuentra en un momento de su vida en el que ya no es un simple camello de poca de monta, comienza a enredar en verdaderos chanchullos, ¿será capaz de salir de ellos?...

## Reparto
- Pablo Gallo como Mario.
- Franz Gómez como Javi.
- Leonor Alexandra como Isabel.
- Juanma Mallen como Castro.
- Jorge Pobes como Hidalgo.
- Paula Garber como Chica Piscina.
- Iván Gozalo como Novio Chica.